# Chenini Nahal
Pour l’article homonyme, voir Chenini.
Chenini Nahal (arabe : شننّي النحال) désigne une municipalité de Tunisie regroupant deux petits villages limitrophes localisés dans l'oasis de Gabès, à cinq kilomètres au sud-ouest de la ville.
Rattachés administrativement au gouvernorat de Gabès, ils constituent une seule municipalité comptant 21 708 habitants en 2022.
Cette vaste oasis est l'emplacement d'une agriculture intensive de palmiers-dattiers, espèce de plantes monocotylédone d'arbres fruitiers (avec notamment la culture du grenadier) et de cultures maraîchères et fourragères.
L'extension urbaine, la pollution, l'appauvrissement des sols mais aussi l'émiettement des parcelles agricoles par le fait de l'héritage sont des menaces qui pèsent sur l'avenir du système oasien. Une association de sauvegarde de l'oasis s'est constituée en 1995 et intégrée dans le Réseau des associations de développement durable des oasis. Les projets mis en œuvre consistent à recycler les déchets végétaux par compostage, à promouvoir une agriculture biologique, à développer le petit élevage ovin et caprin comme activité de complément et à mettre en place une gestion raisonnée de l'eau.
C'est également un espace touristique si l'on considère les promenades organisées en calèche à travers l'oasis. Un petit zoo offre un lieu de visite étonnant.